# Moves (Olly Murs)
Moves is een nummer van de Britse zanger Olly Murs uit 2018, in samenwerking met de Amerikaanse rapper Snoop Dogg. Het is de eerste single van Murs' zesde studioalbum You Know I Know. Daarnaast staat het nummer op de soundtrack van de film Johnny English Strikes Again.
Het nummer werd een klein hitje in sommige Europese landen. In het Verenigd Koninkrijk bereikte het een bescheiden 46e positie. In Nederland haalde het nummer geen hitlijsten, terwijl het in Vlaanderen een 28e positie in de Tipparade bereikte.
In de videoclip van het nummer speelt Rowan Atkinson, die de hoofdrol speelt in Johnny English Strikes Again, een barman die Murs van energiedrank voorziet.